# Diseminovaná intravaskulární koagulace

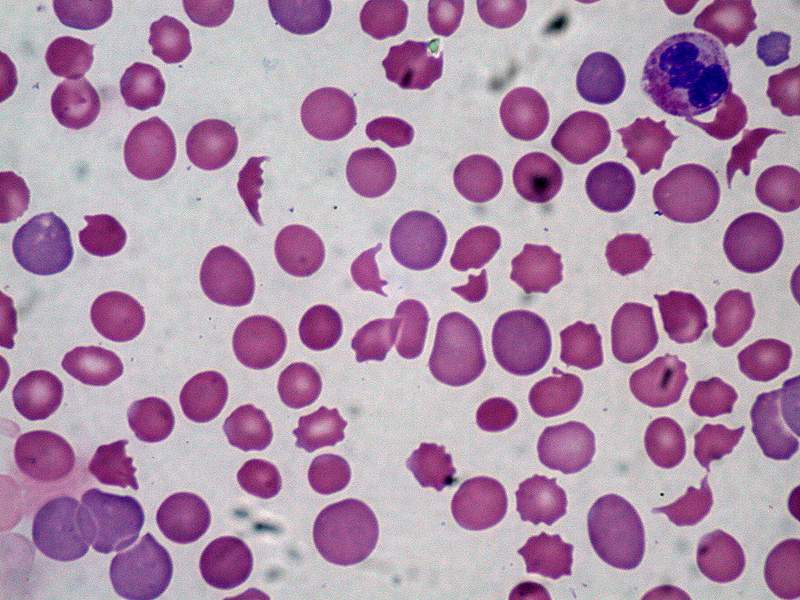
Diseminovaná intravaskulární koagulace (DIC) s mikroangiopatickou hemolytickou anémií

Diseminovaná intravaskulární koagulace (též diseminovaná intravaskulární koagulopatie, DIC) je životu nebezpečný stav, pro který je charakteristický vznik mnohočetných krevních sraženin v cévách, s vážnými následky pro celý organismus. Může vést k těžkému poškození orgánů a selhání jejich funkce jako následek ucpání cév. Postižená mohou být například játra, ledviny, či plíce. Dochází k ischemii tkání a poté k těžkému a obtížně stavitelnému krvácení. Diseminovaná intravaskulární koagulace může vzniknout jako komplikace při šoku, operaci, porodu, nádorovém onemocnění nebo při těžké infekci.

## Patogeneze
DIC náleží mezi koagulopatie, poruchy hemostázy, při kterých problém není ani tak v krevních destičkách, jako přímo v koagulačních faktorech, bílkovinách krevní plazmy. Při fyziologickém srážení krve se aktivuje kaskáda těchto faktorů, na jejímž konci je nerozpustný fibrin, který vytvoří sraženinu. Koagulační kaskáda je za normálních okolností regulována tak, aby ke srážení docházelo jen místně, tam, kde zrovna dochází k úniku krve z cév.
Při DIC je tato rovnováha rozvrácena a koagulační kaskáda je nastartována na mnoha místech krevního řečiště současně. Hlavní příčinou aktivace je tkáňový faktor, tromboplastin, který se normálně vyskytuje na tělních buňkách, ale ne v cévách.
Možné zdroje tkáňového faktoru uvnitř cévního systému jsou mnohé: mohou to být tkáňové buňky, které se do oběhu dostaly při rozsáhlých poraněních, během operace nebo při porodu, dále mohou tromboplastin exprimovat buňky nádorové, a to jak buňky leukemické, tak nádorové metastázy, které pronikly do cirkulace. Dalším zdrojem mohou být aktivované nebo poškozené endotelie a monocyty (druh bílých krvinek) při systémovém zánětu, vlivem toxinů či masivně uvolněných mediátorech zánětu, nebo tkáňový faktor uvolněný z červených krvinek při hemolýze.
Dalšími, méně významnými příčinami aktivace kaskády může být přímé poškození stěny cév spojené s odhalením kolagenu (další významný aktivátor), diseminovaná intravaskulární koagulace může vzácně vzniknout také při potlačení antikoagulačních mechanismů.

## Důsledky DIC
Náhodná tvorba mikrotrombů ve vlásečnicích, které vyživují tkáně a orgány, vede k ischemii a infarktům postižených tkání (játra, ledviny, plíce). Zároveň se spotřebovávají krevní destičky i koagulační faktory a jejich zásoba se tak vyčerpává - proto je diseminovaná intravaskulární koagulace označována také jako konzumpční koagulopatie. Následně nastupuje zvýšená krvácivost, hemoragická diatéza. Dochází ke krvácení do gastrointestinálního traktu, krvácení z nosu, krvácení z operačních ran i z menších poranění (vpichy po jehlách apod.), nakonec i ke krvácení do vnitřních orgánů a do mozku. Dochází k multiorgánovému selhání a smrti.

## Možné příčiny DIC
Diseminovaná intravaskulární koagulace může být vyvolána většinou etiologických agens, některé ji spouštějí i více než jedním způsobem.
- masivní tkáňové poškození (trauma, popáleniny, operační zákroky)
- problematický porod - předčasné odlučování placenty, vcestné lůžko, přirostlá placenta, embolizace plodovou vodou, atonie nebo prasknutí dělohy, úmrtí plodu, preeklampsie a další[1]
- šok
- intravaskulární hemolýza (způsobená toxiny, infekcemi, transfúzí inkompatibilní krví, hyperosmolalitou aj)
- zánět slinivky břišní (uvolnění pankreatických enzymů)
- přehřátí
- nádorová onemocnění, leukemie
- sepse, systémový zánět, otrava krve
- infekce - virové hemoragické horečky, cytomegalovirová infekce, fulminantní hepatitida apod., u zvířat při moru prasat, infekční hepatitidě psů, FIP, babesióze aj.
- uštkutí některými jedovatými hady (Echis spp., křovinář Bothrops spp., chřestýš Crotalus spp., bojgy)

## Terapie
Cílem terapie je znovu obnovit rovnováhu mezi blokádou další koagulace a zastavením krvácení, substituce koagulačních faktorů a hrazení krevních ztrát.
Jako profylaxe i léčebně při již vzniklé DIC se podává heparin (obvykle 10.000-30.000 j./d kont. i.v.), dále antitrombin III a při krvácení mražená plazma, krevní destičky i červené krvinky. Diseminovaná intravaskulární koagulace je život ohrožujícím stavem s nejistou až nepříznivou prognózou.